# Wilson Reis
Wilson Reis (Januária, Minas Gerais; 6 de enero de 1985) es un artista marcial mixto brasileño que compite en la categoría de peso mosca. Reis ha competido en promociones como Ultimate Fighting Championship, Budo Sento Championship y Cage Warriors.

## Carrera en artes marciales mixtas

### Ultimate Fighting Championship
En agosto de 2013, se anunció que Reis había firmado con UFC. Se esperaba que Reis enfrentara a Hugo Viana en el UFC Fight Night 28, el 4 de septiembre de 2013. Sin embargo, pocos días antes del evento, Viana se vio obligado a salir de la pelea por una lesión, cancelando su pelea.
Unos días después de ese anuncio, Reis reemplazó a Norifumi Yamamoto para enfrentar a Ivan Menjivar el 21 de septiembre de 2013, en el UFC 165. Reis tuvo éxito en su debut, ganando por decisión unánime.
Reis se enfrentó a Iuri Alcântara el 15 de febrero de 2014, en UFC Fight Night 36. Perdió la pelea por decisión dividida.
Para su próxima pelea, Reis bajó a la división de peso mosca. Se esperaba que enfrentara a Tim Elliott el 23 de agosto de 2014, en UFC Fight Night 49. Sin embargo, Elliott se retiró de la pelea en los días previos al evento. En cambio, Reis se enfrentó a Joby Sánchez. Ganó la pelea por decisión unánime.
Reis enfrentó a Scott Jorgensen el 25 de octubre de 2014, en UFC 179. Ganó la pelea por sumisión en la primera ronda.
Reis se enfrentó a Jussier Formiga el 30 de mayo de 2015, en UFC Fight Night 67. Perdió la pelea por decisión unánime.
Reis se enfrentó a Dustin Ortiz el 30 de enero de 2015, en UFC on Fox 18. Ganó la pelea por decisión unánime.
Se esperaba que Reis enfrentara al actual campeón de peso mosca Demetrious Johnson el 30 de julio de 2016, en el UFC 201. Sin embargo, el 8 de julio, se anunció que Johnson se retiró debido a una lesión no revelada y la pelea fue pospuesta. Reis permaneció en la cartelera enfrentando a Héctor Sandoval. Ganó la pelea a través de la sumisión en la primera ronda.
Reis se enfrentó a Ulka Sasaki el 11 de febrero de 2017, en el UFC 208. Ganó la pelea por decisión unánime.
Reis se enfrentó a Demetrious Johnson por el Campeonato de peso mosca el 15 de abril de 2017 en el UFC on Fox 24. Perdió la pelea por sumisión en la tercera ronda.
Reis se enfrentó a Henry Cejudo el 9 de septiembre de 2017 en el UFC 215. Perdió la pelea por TKO en la segunda ronda.
Reis se enfrentó a John Moraga el 14 de abril de 2018 en el UFC on Fox 29. Perdió la pelea por decisión unánime.
El 2 de diciembre de 2018 enferntó a Ben Nguyen en UFC Fight Night 142. Ganó la pelea por decisión unánime.
Reis peleó con Alexandre Pantoja el 13 de abril de 2019 en UFC 236. Perdió el combate por nocaut técnico en la primera ronda.
El 26 de mayo de 2019 se informó que Reis había sido liberado de su contrato con la promoción.

### Budo Sento Championship
En 2020, Reis llegó a México para competir en un par de peleas de la naciente promoción Budo Sento Championship. Fue programado para enfrentarse a Carlos Briseño el 14 de noviembre en la pelea estelar de BSC 1. Ganó la pelea por sumisión en el segundo asalto.
Reis se enfrentó a Donny Matos el 10 de abril de 2021 en BSC 2. Perdió la pelea tras fuerte nocaut en el primer asalto en tan solo 16 segundos.

## Campeonatos y logros
- EliteXC
  - EliteXC Bantamweight Championship (Una vez, Primero, Último)

- Win Fight Entertainment
  - WFE Bantamweight Championship (una vez)

## Récord en artes marciales mixtas
| Récord profesional | Récord profesional | Récord profesional |
| 42 peleas          | 28 victorias       | 14 derrotas        |
| ------------------ | ------------------ | ------------------ |
| Nocaut             | 0                  | 5                  |
| Sumisión           | 13                 | 1                  |
| Decisión           | 15                 | 8                  |

| Resultado | Récord | Oponente               | Método                           | Evento                                   | Fecha                    | Ronda | Tiempo | Localización               | Notas                                   |
| --------- | ------ | ---------------------- | -------------------------------- | ---------------------------------------- | ------------------------ | ----- | ------ | -------------------------- | --------------------------------------- |
| Derrota   | 28–14  | Bruno Souza            | Decisión (unánime)               | Cage Warriors 173                        | 7 de junio de 2024       | 3     | 5:00   | San Diego, California      |                                         |
| Victoria  | 28–13  | Toby Misech            | Sumisión (arm-triangle choke)    | Cage Warriors 166                        | 23 de febrero de 2024    | 1     | 3:02   | San Diego, California      |                                         |
| Derrota   | 27–13  | Trevin Jones           | Decisión (dividida)              | Cage Warriors 159                        | 8 de septiembre de 2023  | 3     | 5:00   | San Diego, California      |                                         |
| Victoria  | 27–12  | Johnny Campbell        | Sumisión (rear-naked choke)      | Cage Warriors 149                        | 3 de marzo de 2023       | 3     | 2:20   | San Diego, California      |                                         |
| Victoria  | 26–12  | Tuomas Gronvall        | Decisión (dividida)              | Cage Warriors 148                        | 31 de diciembre de 2022  | 3     | 5:00   | Londres                    |                                         |
| Victoria  | 25–12  | Jeremiah Labiano       | Decisión (dividida)              | Cage Warriors 133                        | 4 de marzo de 2022       | 3     | 5:00   | San Diego, California      |                                         |
| Derrota   | 24–12  | Taylor Lapilus         | Decisión (unánime)               | Ares 2                                   | 11 de diciembre de 2021  | 3     | 5:00   | París                      |                                         |
| Derrota   | 24–11  | Donny Matos            | KO (golpe)                       | BSC 2                                    | 10 de abril de 2021      | 1     | 0:16   | Ciudad de México           |                                         |
| Victoria  | 24–10  | Carlos Briseño         | Sumisión (arm triangle)          | BSC 1                                    | 14 de noviembre de 2020  | 2     | 4:38   | Ciudad de México           |                                         |
| Derrota   | 23–10  | Alexandre Pantoja      | TKO (golpes)                     | UFC 236                                  | 13 de abril de 2019      | 1     | 2:58   | Atlanta, Georgia           |                                         |
| Victoria  | 23–9   | Ben Nguyen             | Decisión (unánime)               | UFC Fight Night: dos Santos vs. Tuivasa  | 2 de diciembre de 2018   | 3     | 5:00   | Adelaide                   |                                         |
| Derrota   | 22–9   | John Moraga            | Decisión (unánime)               | UFC on Fox: Poirier vs. Gaethje          | 14 de abril de 2018      | 3     | 5:00   | Glendale, Arizona          |                                         |
| Derrota   | 22–8   | Henry Cejudo           | TKO (golpes)                     | UFC 215                                  | 9 de septiembre de 2017  | 2     | 0:26   | Edmonton, Alberta          |                                         |
| Derrota   | 22–7   | Demetrious Johnson     | Sumisión (armbar)                | UFC on Fox: Johnson vs. Reis             | 15 de abril de 2017      | 3     | 4:49   | Kansas City, Misuri        | Por el Campeonato de Peso Mosca de UFC. |
| Victoria  | 22–6   | Ulka Sasaki            | Decisión (unánime)               | UFC 208                                  | 11 de febrero de 2017    | 3     | 5:00   | Brooklyn, New York         |                                         |
| Victoria  | 21–6   | Hector Sandoval        | Sumisión (rear naked choke)      | UFC 201                                  | 30 de julio de 2016      | 1     | 1:49   | Atlanta, Georgia           |                                         |
| Victoria  | 20–6   | Dustin Ortiz           | Decisión (unánime)               | UFC on Fox: Johnson vs. Bader            | 30 de enero de 2016      | 3     | 5:00   | Newark, New Jersey         |                                         |
| Derrota   | 19–6   | Jussier Formiga        | Decisión (unánime)               | UFC Fight Night: Condit vs. Alves        | 30 de mayo de 2015       | 3     | 5:00   | Goiânia                    |                                         |
| Victoria  | 19–5   | Scott Jorgensen        | Sumisión (arm triangle choke)    | UFC 179                                  | 25 de octubre de 2014    | 1     | 3:28   | Río de Janeiro             |                                         |
| Victoria  | 18–5   | Joby Sánchez           | Decisión (unánime)               | UFC Fight Night: Henderson vs. dos Anjos | 23 de agosto de 2014     | 3     | 5:00   | Tulsa, Oklahoma            |                                         |
| Derrota   | 17–5   | Iuri Alcântara         | Decisión (dividida)              | UFC Fight Night: Machida vs. Mousasi     | 15 de febrero de 2014    | 3     | 5:00   | Jaraguá do Sul             |                                         |
| Victoria  | 17–4   | Ivan Menjivar          | Decisión (unánime)               | UFC 165                                  | 21 de septiembre de 2013 | 3     | 5:00   | Toronto, Ontario           |                                         |
| Victoria  | 16–4   | Owen Roddy             | Sumisión (rear naked choke)      | Cage Warriors 50                         | 8 de diciembre de 2012   | 3     | 1:38   | Glasgow                    |                                         |
| Victoria  | 15–4   | Billy Vaughan          | Sumisión (arm triangle choke)    | Matrix Fights 7                          | 26 de octubre de 2012    | 1     | 3:28   | Philadelphia, Pennsylvania |                                         |
| Victoria  | 14–4   | Cody Stevens           | Decisión (unánime)               | Matrix Fights 6                          | 13 de julio de 2012      | 3     | 5:00   | Philadelphia, Pennsylvania |                                         |
| Victoria  | 13–4   | Bruno Menezes          | Sumisión (rear naked choke)      | WFE 11 - Platinum                        | 16 de diciembre de 2011  | 1     | 3:20   | Salvador (Bahía)           |                                         |
| Derrota   | 12–4   | Eduardo Dantas         | TKO (rodillazo volador y golpes) | Bellator 51                              | 24 de septiembre de 2011 | 2     | 1:02   | Canton, Ohio               |                                         |
| Derrota   | 12–3   | Patrício Freire        | KO (golpes)                      | Bellator 41                              | 16 de abril de 2011      | 3     | 3:29   | Yuma, Arizona              |                                         |
| Victoria  | 12–2   | Martin Coria           | Sumisión (rear naked choke)      | Bellator 37                              | 19 de marzo de 2011      | 1     | 2:09   | Concho, Oklahoma           |                                         |
| Victoria  | 11–2   | Deividas Taurosevičius | Decisión (dividida)              | Bellator 33                              | 21 de octubre de 2010    | 3     | 5:00   | Philadelphia, Pennsylvania |                                         |
| Derrota   | 10–2   | Patrício Freire        | Decisión (unánime)               | Bellator 18                              | 13 de mayo de 2010       | 3     | 5:00   | Monroe, Louisiana          |                                         |
| Victoria  | 10–1   | Shad Lierley           | Sumisión (rear naked choke)      | Bellator 14                              | 15 de abril de 2010      | 3     | 3:33   | Hollywood, Florida         |                                         |
| Victoria  | 9–1    | Dwayne Shelton         | Decisión (unánime)               | Locked in the Cage 1                     | 20 de noviembre de 2009  | 3     | 5:00   | Philadelphia, Pennsylvania |                                         |
| Victoria  | 8–1    | Roberto Vargas         | Decisión (dividida)              | Bellator 10                              | 5 de junio de 2009       | 3     | 5:00   | Ontario, California        |                                         |
| Derrota   | 7–1    | Joe Soto               | Decisión (unánime)               | Bellator 6                               | 8 de mayo de 2009        | 3     | 5:00   | Robstown, Texas            |                                         |
| Victoria  | 7–0    | Henry Martínez         | Decisión (unánime)               | Bellator 2                               | 10 de abril de 2009      | 3     | 5:00   | Uncasville, Connecticut    |                                         |
| Victoria  | 6–0    | Abel Cullum            | Decisión (unánime)               | ShoXC: Elite Challenger Series           | 26 de septiembre de 2008 | 5     | 5:00   | Santa Ynez, California     |                                         |
| Victoria  | 5–0    | Bryan Caraway          | Decisión (unánime)               | EliteXC: Unfinished Business             | 26 de julio de 2008      | 3     | 5:00   | Stockton, California       |                                         |
| Victoria  | 4–0    | Justin Robbins         | Sumisión (rear naked choke)      | EliteXC: Primetime                       | 31 de mayo de 2008       | 1     | 4:06   | Newark, New Jersey         |                                         |
| Victoria  | 3–0    | Zach Makovsky          | Sumiisión (arm triangle choke)   | ShoXC: Elite Challenger Series           | 25 de enero de 2008      | 2     | 1:15   | Atlantic City, New Jersey  |                                         |
| Victoria  | 2–0    | Diego Jiménez          | Sumisión (rear maked choke)      | CITC: Fearless Fighters Return           | 6 de octubre de 2007     | 1     | 2:00   | Trenton, New Jersey        |                                         |
| Victoria  | 1–0    | Baba Shigeyasu         | Decisión (armbar)                | Extreme Challenge 81                     | 28 de julio de 2007      | 3     | 5:00   | West Orange, New Jersey    |                                         |